# 春榆
春榆（学名：Ulmus davidiana var. japonica）为榆科榆属下的一个变种。

## 扩展阅读
- 維基物種上的相關：春榆